# 深見じゅん
深見 じゅん（ふかみ じゅん、2月19日 - ）は、日本の漫画家。長崎県出身、福岡県育ち。血液型はA型。女性。夫は元漫画家の土山芳樹。
1971年、『週刊セブンティーン』に掲載の「17歳の裸婦像」でデビュー。初期は『セブンティーン』で活躍していたが、1980年代以降、レディースコミックに進出、人気作家となる。『BE・LOVE』（講談社）や『YOU』（集英社）で活躍。1991年、『悪女』で第15回講談社漫画賞一般部門を受賞。
代表作は「ぽっかぽか」、「悪女」。両作ともテレビドラマ化されている。

## 主な作品
- ぽっかぽか （1987年 - 2015年、YOU、集英社）- 単行本全19＋3巻、文庫版全15巻
- 悪女（1988年 - 1997年、BE・LOVE、講談社） - 単行本全37巻、文庫版全19巻
- 夢魔
- おんなの彩
- 彼岸恋
- 恋愛小説
- むぅぶ（1997年 - 2000年、BE・LOVE） - 単行本全11巻
- 5秒前（2001年 - 2003年、BE・LOVE） - 単行本全11巻
- 東京ぬりえきせかえ（2003年 - 2005年、BE・LOVE） - 単行本全6巻
- くるみ（2005年 - 2009年、BE・LOVE） - 単行本全17巻
- みみっく（2009年 - 2012年、BE・LOVE）- 単行本全12巻
- まゆごもり 深見じゅん短編集（2013年2月13日発売）ISBN 978-4-06-380378-5
  - セイレーン・ゲーム
  - 黒魔術
  - 白魔術
  - ぴんく
- SUPER G（2013年 - 2014年、BE・LOVE）- 単行本全7巻